# NanoLab Nijmegen

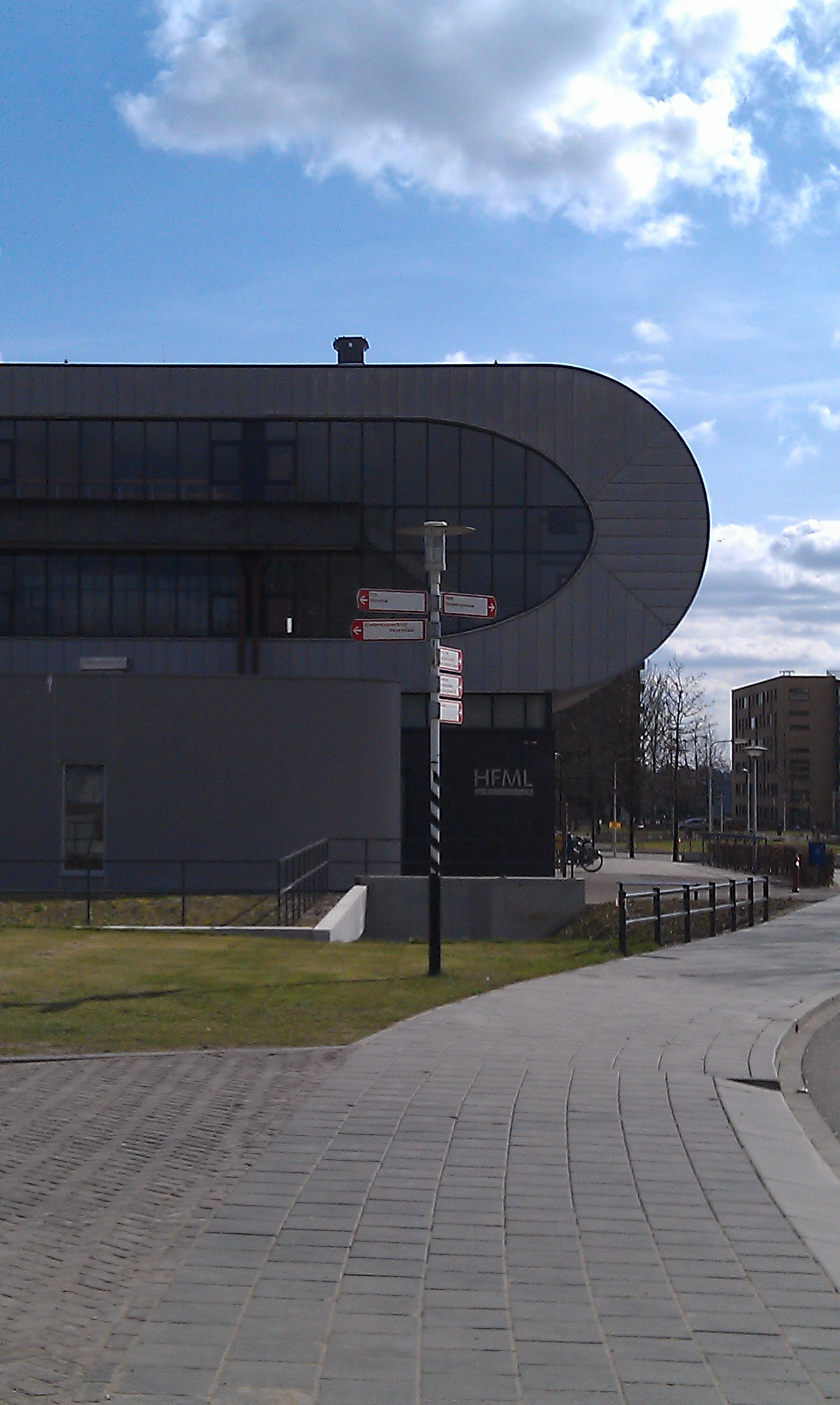
Het Nanolab

NanoLab Nijmegen is een laboratorium van de Radboud Universiteit Nijmegen ter bevordering van kennistransfer tussen academies en industrie op het gebied van nanotechnologie. Het doel is het toegankelijk maken van nieuwe technologische ontwikkelingen voor ondernemers.
Dit gebeurt voornamelijk via research jobs en samenwerkingsprojecten met de industrie, en via workshops en training. In veel van de projecten worden Scanning Probe Microscopie methodes als hoofdaanpak gebruikt.
Het initiatief is breed verankerd in het Instituut voor Moleculen en Materialen van de Radboud Universiteit Nijmegen, en naast de Scanning probe microscopie groep nemen de groepen Spectroscopy of Solids and Interfaces, Solid State Chemistry, Condensed Matter Science, Supramolecular Chemistry, en Molecular Materials deel.
NanoLab Nijmegen heeft subsidiëring verkregen onder andere via het Europees Fonds for Regionale Ontwikkeling (EFRO) en NanoNed. Het nieuwe NanoLab-gebouw werd officieel geopend in maart 2006 door de commissaris van de Koningin, Clemens Cornielje.